# Varnell
Varnell é uma cidade localizada no estado americano de Geórgia, no Condado de Whitfield.

## Demografia
Segundo o censo americano de 2000, a sua população era de 1491 habitantes.
Em 2006, foi estimada uma população de 1288, um decréscimo de 203 (-13.6%).

## Geografia
De acordo com o United States Census Bureau tem uma área de 6,4 km², dos quais 6,4 km² cobertos por terra e 0,0 km² cobertos por água.

## Localidades na vizinhança
O diagrama seguinte representa as localidades num raio de 20 km ao redor de Varnell.